# 몬어파
몬어파(Monic)는 고대 몬어에서 유래한 오스트로아시아어족의 언어군이다. 7~11세기에 태국 중부를 다스리던 몬족의 국가인 드바라바티 왕국에서 쓰이던 고대 몬어의 말예이다.
크게 몬어와 냐쿠르어(Nyah Kur)로 이루어지는데, 몬어를 사용하는 몬족은 11세기에 크메르의 공격으로 왕국이 멸망하고 오늘날 미얀마의 베쿠 지역으로 도망한 이들의 후손이고 냐쿠르어를 사용하는 냐쿠르족은 왕국의 영토(오늘날 태국)에 그대로 남은 후손이다.

## 같이 보기
- 드바라바티 왕국
- 몬어